# Noureddine Adam
Nouderdine Adam (nascido em 1970) é o líder do grupo rebelde centro-africano Frente Popular para o Renascimento da República Centro-Africana (FPRC) durante a Guerra Civil da República Centro-Africana. 

## Biografia
De etnia runga, nasceu em 1970 em N'Délé. Seu pai era um imã que serviu como líder da comunidade muçulmana no bairro de Miskine de Bangui e sua mãe era chadiana. Depois de concluir a escola secundária, Adam foi treinado no Sudão e depois no Egito, onde se formou na Academia de Polícia no Cairo na década de 1990, após passar dez anos no Egito. Depois disso, foi treinado pelas forças especiais israelenses por seis meses e posteriormente se estabeleceu por um ano em Bangui, onde foi designado para o Departamento Central para a Supressão do Banditismo (OCRB). Durante o início da década de 2000, foi contratado como guarda em vários países do Golfo Pérsico. De 2003 a 2009, ele ficou nos Emirados Árabes Unidos e foi um guarda-costas do Presidente Zayed Bin Sultan Al Nahyan.  Em 2009, retornou à República Centro-Africana e ingressou no grupo rebelde Convenção dos Patriotas para a Justiça e a Paz (CPJP). Após o desaparecimento de Charles Massi em 2010, ele se tornou o líder do CPJP. 
Ele foi o segundo em comando para Michel Djotodia na coalizão de rebeldes da Seleka. Em março de 2013, desempenhou um papel decisivo na ofensiva final em Bangui, que derrubou o presidente François Bozizé. Após tomar o poder, o presidente Djotodia o nomeou mais tarde como ministro de Segurança Pública em 31 de março de 2013, mas foi demitido em 22 de agosto de 2013 e foi nomeado consultor de segurança nacional. Depois que a Seleka foi oficialmente dissolvida em setembro de 2013, seus antigos combatentes formaram novas milícias com a maior sendo a Frente Popular para o Renascimento da República Centro-Africana (FPRC), que foi formada em maio de 2014 e inicialmente liderada por Djotodia. Ele seria sancionado pela ONU em 9 de maio de 2014 por se envolver no tráfico de diamantes entre a República Centro-Africana e o Chade. Como líder da FPRC, Nouddine Adam proclamou a República de Logone ou Dar El Kuti  em 14 de dezembro de 2015 e reivindicou Bambari como capital,  com o governo de transição condenando a declaração e a missão de manutenção da paz da ONU, MINUSCA, afirmando que usará força contra qualquer tentativa separatista.  No final de 2016, a guerra civil era travada amplamente entre a FPRC e uma facção rival chamada União para a Paz na República Centro-Africana (UPC) liderada por Ali Darassa.
Em 17 de dezembro de 2020, uma facção do FPRC liderada por Noureddine Adam ingressou na Coalizão de Patriotas pela Mudança, enquanto a facção liderada por Abdoulaye Hissène permaneceu comprometida com o Acordo de Paz de 2019. 
Em 28 de julho de 2022, o Tribunal Penal Internacional tornou público um mandado de prisão contra o Noureddine Adam, suspeito de crimes contra a humanidade e crimes de guerra. 